# Higrofaniczność

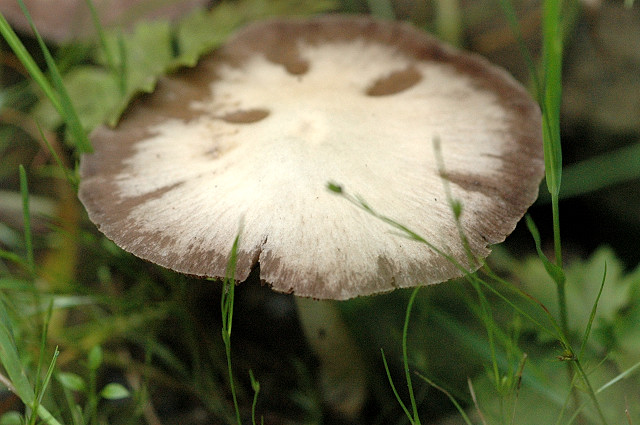
Higrofaniczność u kruchaweczki namakającej

Higrofaniczność – cecha owocników lub ich fragmentów u niektórych gatunków grzybów. Objawia się zmianą barwy wodochłonnej struktury grzyba pod wpływem nasiąknięcia wodą. W wypadku kapeluszy – najczęściej jaśnieją one w centrum, a wokół brzegów utrzymują się ciemniejsze obwódki. Widoczne są wtedy dwie charakterystyczne strefy, brzegowa ciemniejsza i środkowa jaśniejsza lub promienista plamistość dwubarwna.